# Catagramma aphidna
Catagramma aphidna är en fjärilsart som beskrevs av William Chapman Hewitson 1869. Catagramma aphidna ingår i släktet Catagramma och familjen praktfjärilar. Inga underarter finns listade i Catalogue of Life.